# Le Plus Beau Gosse de France
Pour plus de détails, voir Fiche technique et Distribution.
Le Plus Beau Gosse de France (ou Le Mari de la reine) est un film français réalisé par René Pujol en 1937 et sorti en 1938.

## Fiche technique
- Titre original : Le Plus Beau Gosse de France
- Titre secondaire : Le Mari de la reine
- Réalisation : René Pujol
- Scénario : d'après la pièce d'André Mouézy-Éon
- Dialogue : René Pujol
- Société de production : Nicole Films
- Pays :  France
- Format : Noir et blanc - 35 mm - Son mono
- Genre : comédie
- Durée : 75 minutes
- Date de sortie : 
  - France : 25 mai 1938

## Distribution
- Josseline Gaël : Janine Pinsonnet
- Georges Biscot : Léon Pinsonnet
- Bernard Lancret : Albert
- Marcel Simon : Olivier Rose
- Jacques Louvigny : le président du comité
- Pauline Carton : la crémière
- Robert Arnoux
- Rivers Cadet
- Jean Dunot
- Anthony Gildès
- Madeleine Gérôme
- Germaine Michel
- Félix Oudart